# Lentekhi
Lentekhi (en géorgien : ლენტეხი, phonétiquement le̞n̪tʼe̞χi), est une ville de Géorgie située dans le district de Lentekhi et la région de Ratcha-Letchkhoumie et Basse Svanétie. Elle compte 947 habitants au recensement de 2014.

## Géographie
Lentekhi est située sur le versant sud de la chaine du Grand Caucase. Elle est traversée par la rivière Tskhenistskali et son affluent la Laskadura.

## Histoire
Après l'éclatement du Royaume de Géorgie au XVe siècle, Lentekhi se trouve dans la Principauté de Basse-Svanétie (Kvemo-Svaneti) jusqu'à son annexion par l'Empire russe dans les années 1857-1859. Lentekhi est alors compris dans l'ouïezd de Letchkhoumi du gouvernement de Koutaïssi, avec comme ville principale Tsagueri
En 1930, la région de Lentekhi est renommée rajon Kvemo Svaneti (Basse-Svanétie), avec la ville de Lentekhi comme centre puis, rajon Lentekhi en 1953. Le village de Lentechi est promu au rang d'« établissement urbain » (დაბა, daba) en 1969.

## Population
Lentekhi compte 947 habitants au recensement de 2014 contre 1 739 en 2002.
| Année de recensement | Population |
| -------------------- | ---------- |
| 1959                 | 854        |
| 1970                 | 1 772      |
| 1979                 | 1873       |
| 1989                 | 1 995      |
| 2002                 | 1 739      |
| 2014                 | 947        |
| 2020 (prev.)         | 1 008      |

## Personnalités liées à la commune
- Tenguiz Sigoua (1934-2020), homme politique soviétique puis géorgien et Premier ministre de ce pays.